# Thor Salden
Thor Salden (* 28. November 1997 in Schoten, Belgien), öffentlich bekannt als Thor!, ist ein ehemaliger belgischer Sänger.

## Werdegang
Thor nahm an der belgischen Vorentscheidung zum Junior Eurovision Song Contest 2006 teil und setzte sich dort mit dem Lied Een tocht door het donker („Eine Reise durch das Dunkel“) im Semifinale und im Finale durch. Beim Junior Eurovision Song Contest belegte er den 7. Platz und erreichte somit das drittbeste Ergebnis für Belgien bei diesem Wettbewerb. Zum Zeitpunkt der Vorentscheidung war er erst acht Jahre alt und damit auch der jüngste Teilnehmer am JESC. Im Jahr darauf wurde das Mindestalter für den Wettbewerb auf zehn Jahre angehoben. Das Lied Een tocht door het donker wurde am 13. Oktober 2006 veröffentlicht. Der Song erreichte Platz 1 der offiziellen flämischen Charts und brachte Thor am 30. Januar 2007 eine Goldene Schallplatte ein. Er ist damit der jüngste Sänger, der diese je erhalten hat.
Am 24. November 2007 kam die CD Sinterklaashits als Beilage bei der belgischen Zeitung Het Nieuwsblad heraus. Darauf sind Weihnachtslieder, von Thor gesungen, zu finden. Im April 2008 nahm er am Band-Projekt Ketnetpop, vom Jugendsender Ketnet ins Leben gerufen, teil. Ende desselben Jahres zog Thor sich aus dem Musikgeschäft zurück.